# Parc Jamshidieh
Le parc Jamshidieh ou le jardin de pierre de Jamshidieh (en persan بوستان جمشیدیه) , est un parc public de la ville de Téhéran, capitale de l'Iran.

## Situation
Le parc occupe une superficie d'environ 69 hectares dans le district de Niavaran, à la limite nord de la ville, au pied de la montagne Kolakchal. De forme triangulaire, il se situe le long d'une vallée orientée nord-sud et présente un dénivelé significatif de 1 820 m à 1 890 m en 500 m avec une pente de 14 %. Son entrée principale se situe le long de la rue Omidvar, au niveau d'un arrêt de bus et de taxis.

## Historique
Créé comme le jardin privé de Jamshid Davallu Qajar, un prince Qajar et ingénieur, il est dédié à Farah Pahlavi, impératrice d'Iran. Ouvert au public en 1977, il est agrandi de 16 hectares par l'addition du jardin Ferdowsi en 1995.

## Usages
Il est l'un des plus pittoresques et des plus beaux espaces verts de Téhéran. Il abrite une maison de la culture qui représente la diversité ethnique et l'héritage tribal de l'Iran, ainsi que de nombreux restaurants, maisons de thé traditionnelles, des aires de pique-niques et des chemins de randonnée qui s'étendent de la partie la plus basse du parc tout au long du chemin jusqu'au sommet de la montagne. Il comprend aussi un amphithéâtre à ciel ouvert.

## Galerie

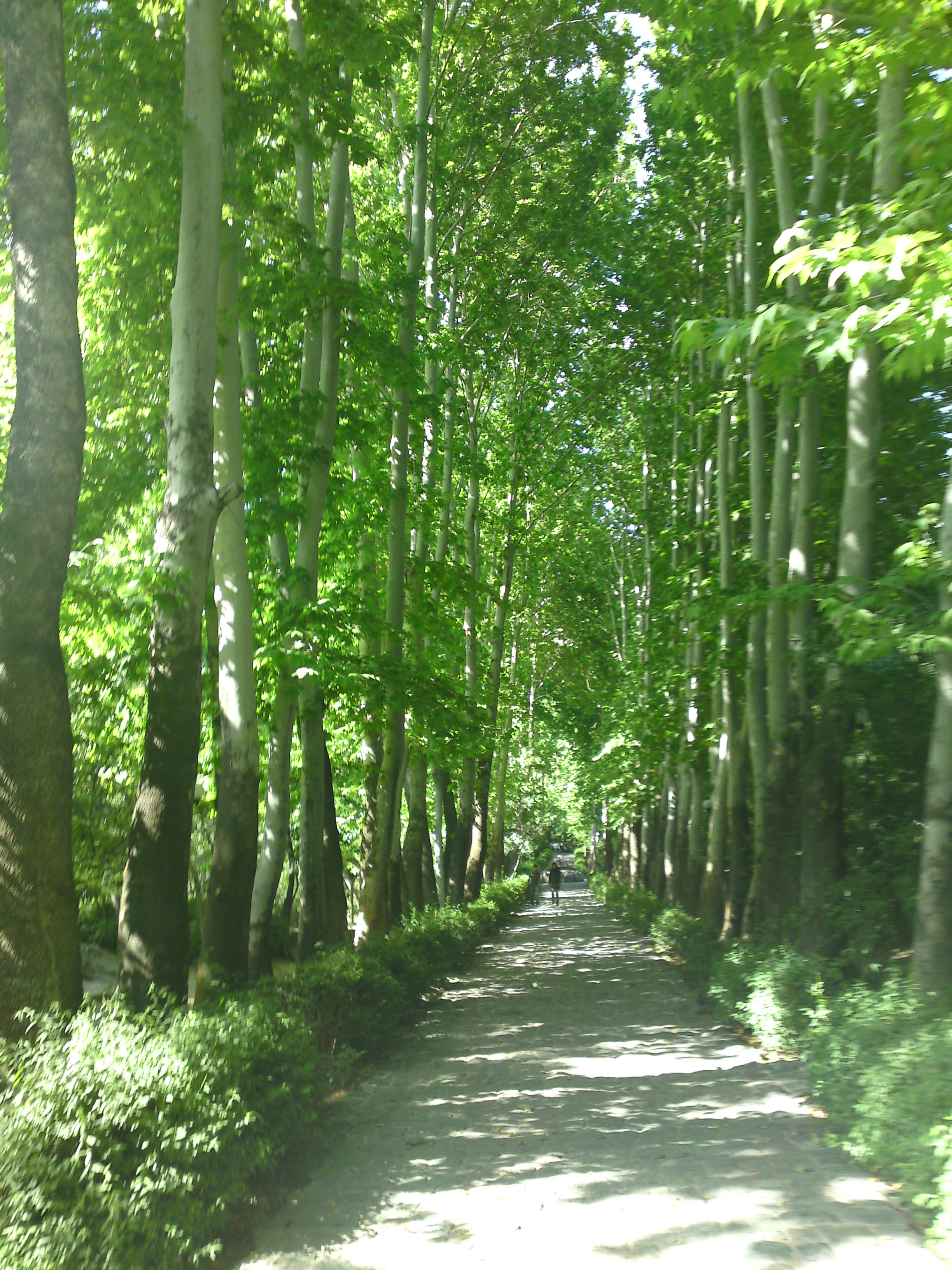
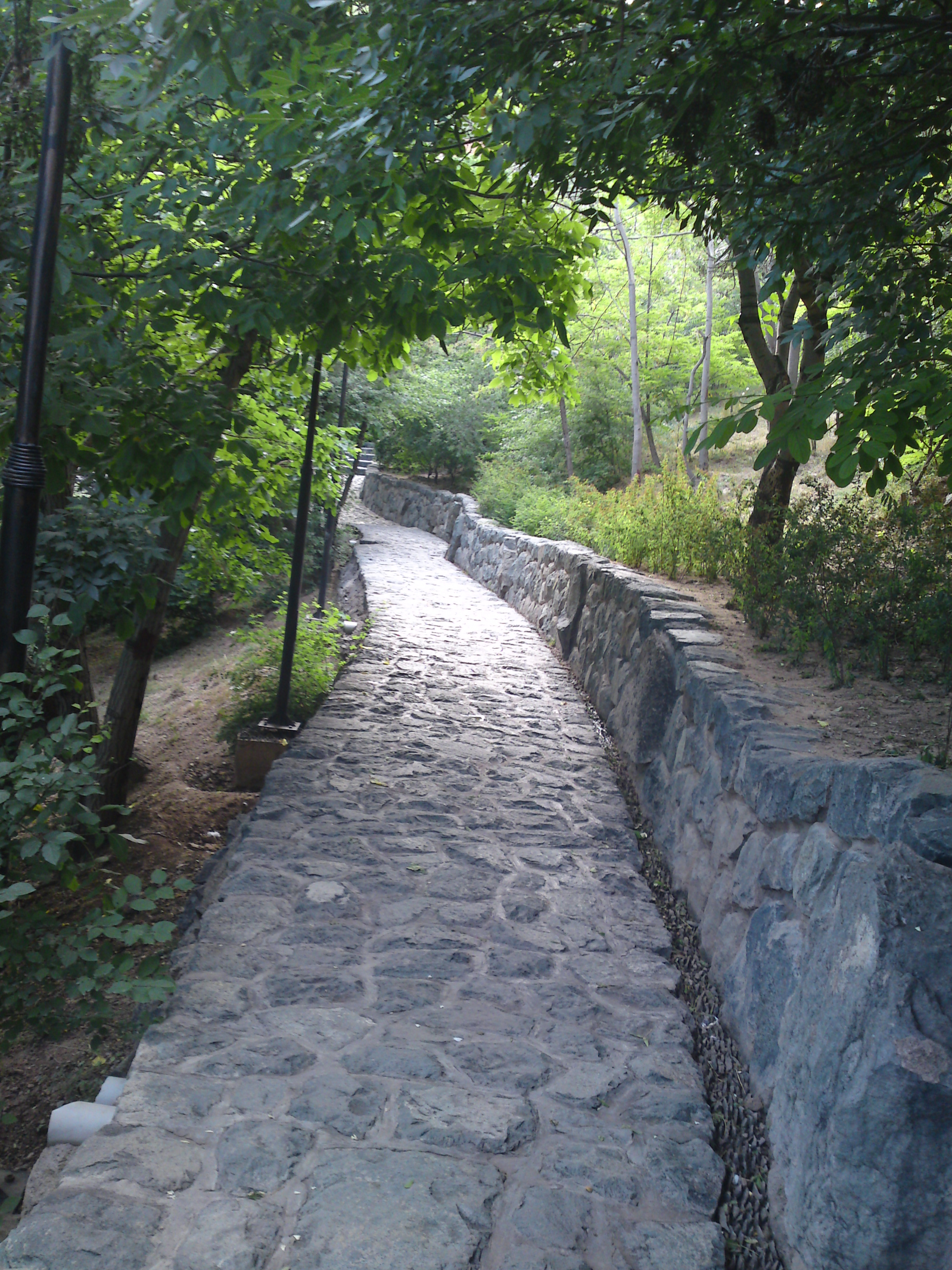
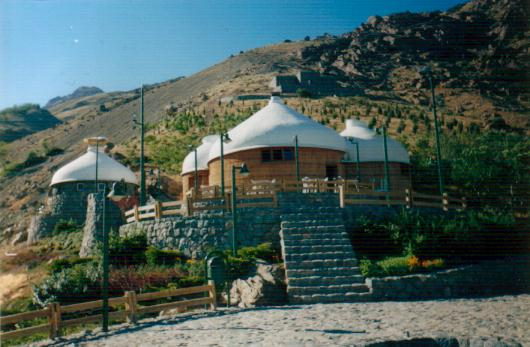
Un restaurant dans le parc.